# Tony Todd
Anthony Tiran (Tony) Todd (Washington D.C., 4 december 1954 – Marina del Rey (Californië), 6 november 2024 was een Amerikaans acteur. Hij maakte in 1986 zijn film- en acteerdebuut toen hij zowel in Platoon (als Warren) als in Sleepwalk (als Barrington) verscheen. Sindsdien speelde hij in meer dan 65 films, meer dan tachtig inclusief televisiefilms.
Met zijn lengte van bijna twee meter en zware galmende stem, werd. Todd met regelmaat gecast in actie- en horrorfilms. Zo speelt hij onder meer het van een vleeshaak in plaats van zijn rechterhand voorziene titelpersonage in zowel Candyman, Candyman: Farewell to the Flesh als Candyman: Day of the Dead en is hij aanwezig in vier Final Destination-films. In het derde deel hiervan is dat enkel als stemacteur, wat eveneens een functie is die Todd vaker vervult. Zo was hij in Superman/Batman: Public Enemies te horen als Brimstone en als de stem van The Fallen in Transformers: Revenge of the Fallen (beide uit 2009).
Todd is behalve in films ook te zien als wederkerend personage in verschillende televisieserie, hoewel zijn aantal verschijningen per titel doorgaans op de vingers van één hand te tellen is. Een uitzondering hierop vormt de actie-komedieserie Chuck. Hierin was hij van september 2007 tot en met oktober 2008 tien keer te zien als CIA-directeur Graham. Daarnaast verscheen Todd in meer dan 25 series in een eenmalige gastrol, zoals in 21 Jump Street, MacGyver, Jake and the Fatman, Charmed, The X-Files, The District, CSI: Miami, Criminal Minds, Boston Legal, Without a Trace en Psych.
Todd overleed in november 2024 op 69-jarige leeftijd.

## Filmografie
*Exclusief 10+ televisiefilms
| - Final Destination: Bloodlines (2025) - Traveling Light (2021) - Hell Fest (2018) - Frankenstein (2015) - Final Destination 5 (2011) - Hatchet II (2010) - Superman/Batman: Public Enemies (2009, stem) - Vampire in Vegas (2009) - Transformers: Revenge of the Fallen (2009, stem) - Penance (2009) - Are You Scared 2 (2009) - Dead in Love (2009) - Tom Cool (2009) - The Thirst: Blood War (2008) - Nite Tales: The Movie (2008) - Job (2008) - The Secret Adventures of Mr. Grant (2008) - Bryan Loves You (2008) - Dark Reel (2008) - iMurders (2008) - 24: Redemption (2008, televisiefilm) - The Mannsfield 12 (2007) - The Man from Earth (2007) - Tournament of Dreams (2007) - Shadow Puppets (2007) - Chicago Massacre: Richard Speck (2007) - The Eyes of Samir (2007) - Mercy Street (2006) - The Absence of Light (2006) - Hatchet (2006) - Minotaur (2006) - Final Destination 3 (2006, stem) - The Strange Case of Dr. Jekyll and Mr. Hyde (2006) - Shadow: Dead Riot (2006) - Dark Assassin (2006) - Masters of Horror: Valerie on the Stairs (2006) - I.O.U. (2005) - The Prophecy: Forsaken (2005) - Checking Out (2005) - Turntable (2005) | - Heart of the Beholder (2005) - House of Grimm (2005) - Murder-Set-Pieces (2004) - Silence (2003) - Final Destination 2 (2003) - Scarecrow Slayer (2003) - Le secret (2000) - Final Destination (2000) - Candyman: Day of the Dead (1999) - The Dogwalker (1999) - The Pandora Project (1998) - Caught Up (1998) - Shadow Builder (1998) - Butter (1998) - Univers'l (1997) - Wishmaster (1997) - Stir (1997) - Sabotage (1996) - Driven (1996) - The Rock (1996) - Candyman: Farewell to the Flesh (1995) - Burnzy's Last Call (1995) - The Crow (1994) - Excessive Force (1993) - Sunset Heat (1992) - Candyman (1992) - Voodoo Dawn (1991) - Night of the Living Dead (1990) - Lean on Me (1989) - Bird (1988) - Colors (1988) - Enemy Territory (1987) - Peng! Du bist tot! (1987) - 84 Charing Cross Road (1987) - Platoon (1986) - Sleepwalk (1986) |

## Televisieseries
*Exclusief eenmalige gastrollen
- Scream - Luther Thompson/Hook Man (2019, drie afleveringen)
- 24 - General Benjamin Juma (2004-2009, vijf afleveringen)
- Chuck - CIA Director Graham (2007-2008, tien afleveringen)
- Stargate SG-1 - Lord Haikon (2005-2006, drie afleveringen)
- Boston Public - Lester Lipschultz (2002, twee afleveringen)
- Star Trek: Deep Space Nine - Kurn / volwassen Jake Sisko(1995-1996, twee afleveringen)
- Homicide: Life on the Street - Matt Rhodes (1994, drie afleveringen)
- Star Trek: The Next Generation - Kurn (1990-1991, drie afleveringen)

- Bibsys: 12030832
- Biblioteca Nacional de España: XX1486502
- Bibliothèque nationale de France: cb14037488c (data)
- Gemeinsame Normdatei: 1013328396
- International Standard Name Identifier: 0000 0001 1068 9516
- Library of Congress Control Number: no2001073795
- MusicBrainz: 048db8c4-4ad2-4a91-87f3-8a03c68ff50a
- Nationale Bibliotheek van Tsjechië: xx0154988
- Nationale bibliotheek van Australië: 66282910
- Nationale Bibliotheek van Polen: a0000001256135
- Nederlandse Thesaurus van Auteursnamen: 24427102X
- SNAC: w6514ttx
- Système universitaire de documentation: 131474987
- Trove: 1808717
- Virtual International Authority File: 68586499
- WorldCat: E39PBJtCDbJrwKbRKDF7k7rrMP